# Luis Bethelmy
Luis Miguel Bethelmy Villarroel (Güiria, Sucre; 14 de octubre de 1986) es un jugador de baloncesto venezolano que pertenece a la plantilla de Marinos De Oriente en la Superliga Profesional de Baloncesto de Venezuela. Con 2,00 metros de estatura, juega en la posición de ala-pívot.

## Trayectoria
Bethelmy juega como ala-pívot y pertenece a la organización de Marinos de Oriente. Permaneció en la selección nacional de Venezuela durante 14 años, y ha jugado internacionalmente en clubes de México, Colombia, República Dominicana, Uruguay, Argentina y Ecuador. Posee un buen disparo de 3 puntos, buena capacidad de salto, y buen porcentaje en tiros de corta y larga distancia. Ha sido campeón en México y Venezuela con la organización Halcones Rojos Veracruz, Gladiadores de Anzoátegui y Cocodrilos de Caracas respectivamente. Fue campeón con la selección nacional de Venezuela de los Campeonato Sudamericano de Baloncesto 2014 y 2016. Fue campeón con el equipo Guaros de Lara de la Liga de las Américas 2016 y 2017, Liga Sudamericana de Baloncesto 2017 y Copa Intercontinental FIBA 2016.[cita requerida]
El 2 de marzo de 2021 el equipo de la capital que lo formó como profesional lo ficha nuevamente con la intención de realizar un papel protagónico con los canteranos de Cocodrilos de Caracas para la segunda edición de la Superliga de Baloncesto de Venezuela.
El 7 de julio de 2023 firma un contrato con la organización Piratas de Los Lagos de la Liga BásquetPro de Ecuador.

## Selección nacional
Bethelmy es miembro de la selección de baloncesto de Venezuela. Integró el plantel que compitió en la Copa Mundial de Baloncesto de 2019.
También jugó con el equipo nacional en tres ediciones del Campeonato FIBA Américas (2007, 2009 y 2013), en cuatro del Campeonato Sudamericano de Baloncesto (2008, 2010, 2014 y 2016, las dos últimas como parte del grupo que conquistó el título en disputa) y en el torneo de baloncesto de los Juegos Panamericanos de 2015 entre otras competiciones.
En 2020 participó del Torneo Preolímpico FIBA 2020 en Lituania.